# 盖伊·福克斯
盖伊·福克斯（英語：Guy Fawkes，/ˈɡaɪ ˈfɔːks/，1570年4月13日—1606年1月31日），有时称为圭多·福克斯（義大利語：Guido Fawkes，於西班牙军队中使用），是英格兰天主教会地方成员，策划了1605年的「火药阴谋」，但事敗身死。
福克斯在约克出生并接受教育。他八岁丧父，其母再嫁给一位不遵奉国教的罗马天主教徒。福克斯改宗天主教，离开英格兰前往欧洲大陆，参加了八十年戰爭，为信仰天主教的西班牙人战斗，反对低地国家信仰歸正宗的荷兰改革者。福克斯曾为英格兰的一场天主教叛乱去往西班牙寻求支持，但没有成功。后来他遇见了托马斯·温图尔，两人返英后温图尔介紹福克斯給罗伯特·卡特斯比，卡特斯比计划刺殺英王詹姆斯，恢复天主教君主在英格兰的统治。计划者租下英國上議院附近一地下室，福克斯也在此地穴中负责管理洞內储放的火药。但官方收到一封匿名信，并于11月5日清晨搜查了西敏宫，发现了在地下室守卫火药的福克斯。接下来的几日中他遭到审讯及折磨，最终崩溃。就在1月31日行刑之前，福克斯从绞刑台上跳下時摔断脖子死亡，因此免受后续掛拉分之刑之痛苦。
福克斯后成为火药阴谋的同义语，自1605年11月5日以来，英國人每年都会纪念政府瓦解了此項「陰謀」，稱此一日為篝火之夜（Bonfire Night）。按照传统，伴随着烟火，人们会在篝火上焚烧人偶。

## 早年生涯

### 童年

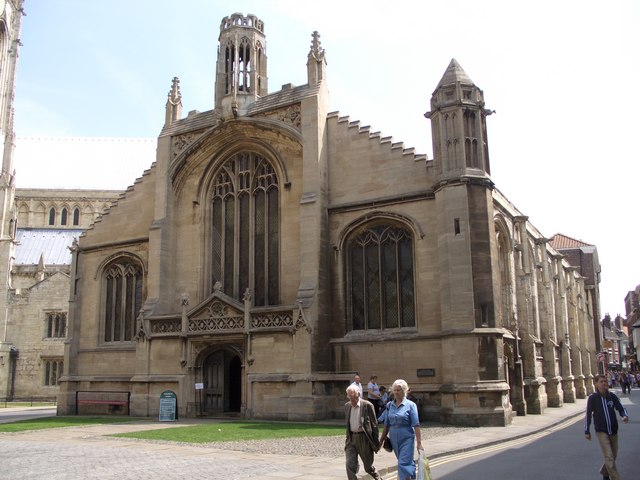
福克斯曾經受洗的圣迈克尔教堂

盖伊·福克斯于1570年生于约克郡石门，在四个孩子中排行第二。他的父亲爱德华·福克斯是约克宗教法庭的代理人和倡导者，母亲是伊迪丝。他的父母和祖父经常参加英格兰国教的圣餐礼，他祖母艾伦·哈林顿是一名杰出商人的女儿，她父亲曾在1536年担任约克市长。但福克斯母亲家信仰罗马天主教，不服国教。他的表亲理查德·柯林是一名耶稣会修道士。“盖伊”在英格兰不是一个常见的名字，但曾因为当地的著名人物——来自斯蒂頓的盖伊·费尔法克斯爵士——而在约克风行一时。
福克斯出生的具体日期不详，但他于4月16日在圣迈克尔教堂教堂受洗。按照习俗一般婴儿出生三天后受洗，由此推测他可能在4月13日出生。1568年，伊迪丝生了一个女儿起名安妮。但次年11月，安妮在约七周大时早夭。伊迪丝在盖伊之后还育有两个孩子，安妮（生于1572年）及伊丽莎白（生于1575年），她们分别在1599年与1594年结婚。
1579年，盖伊的父亲在他八岁时去世，而他的母亲几年后嫁给一名北约克郡哈罗盖特区斯科顿的罗马天主教信徒迪奥尼斯·班布里奇。盖伊改信天主教，可能受到班布里奇一家及斯科顿普尔林家族与珀西家族天主教倾向的影响，以及在约克圣彼得学校就读时受到的天主教的影响，圣彼得学校的主管由于不信仰国教而在在狱中呆了20年，这所学校的校长约翰·普尔林则来自布拉伯豪斯的普尔林家族，是约克郡著名的信仰天主教的家族。凯瑟琳·普萊恩在她1915出版的《约克郡的普尔林家族》一书中指出，福克斯所接受到的天主教教育来自他继父的哈林顿家族，哈林顿家族以培养牧师出名，其中一名牧师后来还在1592-1593年期间与福克斯一起去了法兰德斯。福克斯在圣彼得学校的同学包括约翰·怀特以及他的兄弟克里斯托弗·怀特（二人后来都参与了火药阴谋）、奥斯瓦尔德·泰斯蒙德、爱德华·奥高及罗伯特·米德尔顿，米德尔顿后来成了牧师（于1601年被处死）。
离开学校后福克斯在第一代蒙塔古子爵安东尼·布朗门下做事，但子爵不太喜欢福克斯，很快就解雇了他。福克斯后来又为18岁继承祖父爵位的第二代蒙塔古子爵安东尼·玛丽亚·布朗门下做事。有多处资料宣称福克斯曾经结婚并育有一子，但缺乏同时代的证据。

### 军事生涯
1591年10月，福克斯卖掉了继承自父亲的在克利夫顿的房产。他来到欧洲大陆并为信仰天主教的西班牙战斗，在八十年戰爭中对抗新兴的荷蘭共和國，以及于1595年至1598年的韦尔万和平协定期间对抗法国。尽管英格兰当时没有参与侵占西班牙土地的行动，但英西两国仍处于战争状态，而且当时距1588年英格兰海军擊敗西班牙艦隊仅仅五年。福克斯跟随威廉·斯坦利爵士战斗，此人年约55岁，是一名英格兰天主教徒兼退役指挥官，他在爱尔兰组织了一支部队，效力于莱斯特伯爵的荷兰遠征軍。其在代芬特尔向西班牙投降前曾獲伊丽莎白一世高度重视，但他投降后其大部分军队都已转而效忠西班牙。1596年，福克斯在加莱围城中表现出色当上了一名副尉。到1603年，福克斯已被推荐为上尉。同年福克斯前往西班牙为英格兰的一次天主教起义寻求支持，使用了自己的意大利语名字吉多（Guido）。他在备忘录中把詹姆斯一世形容为试图“将天主教逐出英格兰”的“异教徒”。福克斯谴责苏格兰，谴责最受国王宠爱的苏格兰贵族，他写道“在很长一段时间内这两个国家都难以和平相处”。尽管费利佩三世礼貌地接待了福克斯，但却不愿提供任何支持。

## 火药阴谋

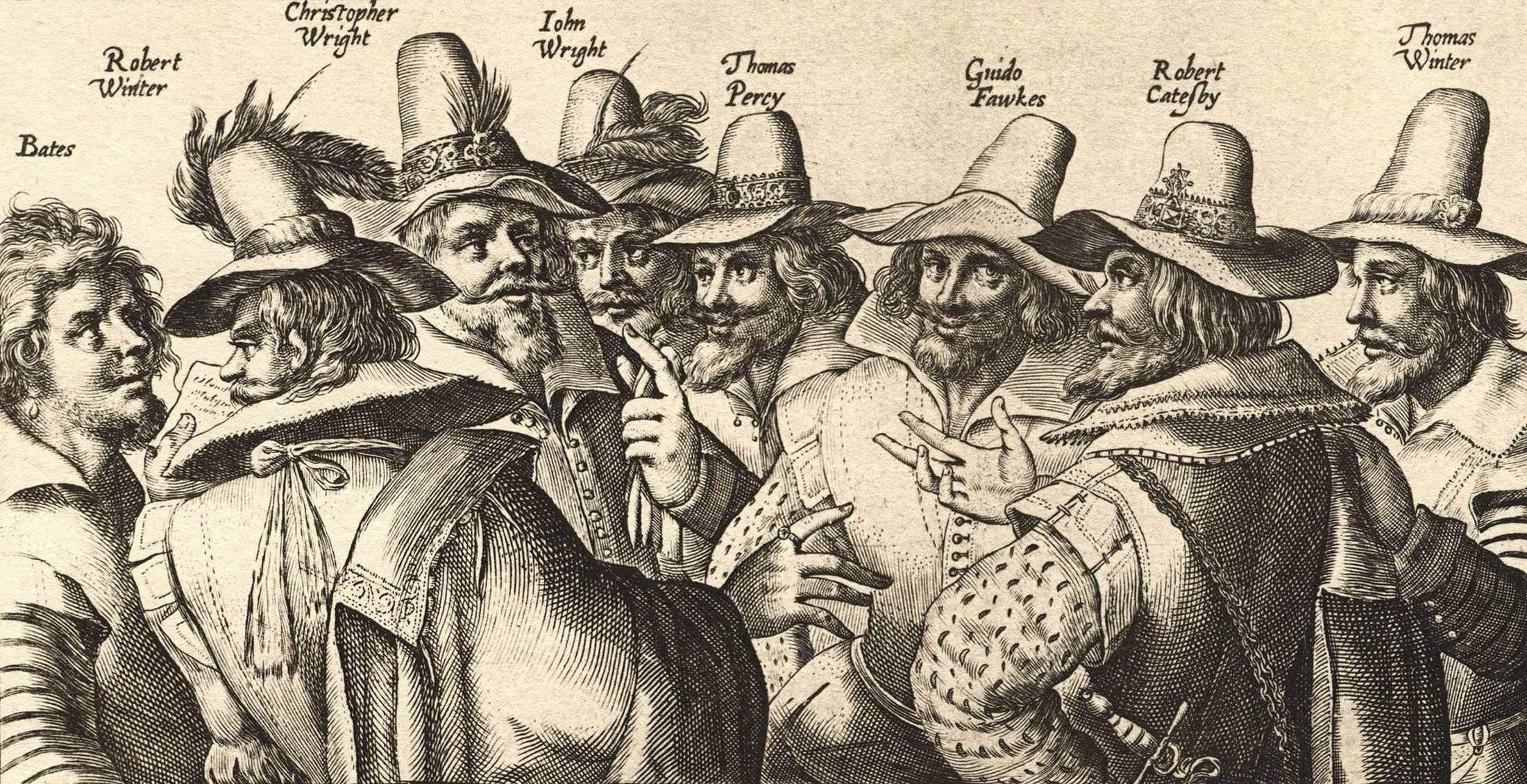
当时的雕刻作品，作者為克里斯平·范德帕斯，雕刻了参与火药阴谋的13人中的8人。福克斯为右数第三个。

1604年，福克斯加入了由罗伯特·卡特斯比领导的英格兰天主教小队，罗伯特·卡特斯比计划暗杀信仰新教的国王詹姆斯，由詹姆斯的女儿伊丽莎白公主——第三顺位继承人——继承王位。据耶稣会牧师及福克斯在校时的一个朋友奥斯瓦尔德·泰斯蒙德描述，福克斯“处事得体，举止得当，不喜争吵冲突......忠于朋友”。泰斯蒙德还称福克斯是“一个精于战事之人”，并称福克斯由于对信仰虔诚、精通军事，而赢得了火药阴谋參與者们的好感。作家安東妮亞·弗雷澤将福克斯描述为“一个高大健硕的男人，有一头茂密的红棕色头发，留著平滑的髭，红棕色的茂密胡子”，而且他还是“一个有行动力的人，既擅辩论，身体又不乏耐力，这是有些出乎他的对手们的意料的。”
1604年5月20日，火药阴谋的5名核心密谋者进行了第一次会面，地点在名为「鴨子與德雷克」的旅馆，位于伦敦的上流社会出入之地河岸街。卡特斯比已经在前一次与托馬斯·溫圖爾及約翰·懷特的会面中提议“用火药炸掉议会”从而杀死国王，同时消灭他的政府。溫圖爾一开始反对这个计划，但后来卡特斯比说服了他，让他前往欧洲大陆寻求援助。溫圖爾见了卡斯蒂利亚王國總管、被流放的威尔士间谍休·歐文（Hugh Owen），以及威廉·斯坦利爵士，然而斯坦利爵士表示無法從西班牙方面獲得支援。但歐文将溫圖爾介绍给了福克斯，福克斯当时已经离开英格兰多年，因此在国内并不知名。溫圖爾与福克斯是同时期的军人，均亲身感受到西班牙人并不愿提供帮助。溫圖爾告诉福克斯他们计划“要是与西班牙和平相处无法带来任何益处，就在英格兰幹点什么”，因此二人于1604年4月回到英国。溫圖爾的计划在卡特斯比的意料之中。尽管西班牙当局做出表示支持的姿态，溫圖爾还是担心“事情不会成功”。
火药阴谋的参与者之一托馬斯·帕西在1604年6月晋升，得以接近約翰·懷利亞德（John Whynniard）在伦敦的宅邸，懷利亞德是负责保管国王服装的官员。福克斯随后也被安插进入这座宅邸当看管人，这时他开始用約翰·約翰遜（John Johnson）做假名，并假扮成帕西的侍从。策划者们于是租下了約翰·懷利亞德名下的一间房间，房间长期无人居住，比较脏乱，他们认为这是一个存放火药的理想场所。福克斯称一开始在这里存放了20桶火药，7月20日又添了16桶。然而在7月28日由于瘟疫的缘故国会开幕大典推迟到了11月5日星期二。
当时的公诉机关（依据托馬斯·溫圖爾的供词）称火药阴谋的参与者们试图从懷利亞德的宅邸挖一条地道通往国会。不过这也可能是政府捏造的故事，公诉机关没有证据表明存在这样一条地道，而且这个地道也不见踪影。福克斯本人直到第五次审讯时才承认他们有此计划，但即使到了那时他还无法明确指出地道的位置。然而如果这个故事是真的，那么直到1604年10月他们还在忙着从租来的房子下面挖地道通往国会上议院，听到从上面传来的声响时，他们停了下来。福克斯被派出去调查，回来时带来一个消息，租户的寡妇正在清理附近的一个地下室，这个地下室就位于国会上议院的正下方。

### 海外
为了得到他国势力的支持，福克斯于1605年5月远赴海外，把策划者们的计划告诉了休·歐文。第一代索爾茲伯里伯爵羅伯特·塞西爾的文件裡记录了福克斯的部分活动，索尔兹伯里伯爵有一个遍布欧洲的间谍网络，其中威廉·特納（William Turner）船长可能是负责监视福克斯的间谍，尽管他提供给索尔兹伯里伯爵的訊息往往不过是入侵报告的模糊方案而并没有任何关于火药阴谋的信息，但他确实在4月21日发现泰斯蒙德将带福克斯回英国。福克斯是著名的弗兰芒雇佣兵，会被介绍给“卡特斯比先生”及“贵族的朋友，以及那些备好了战马与军队的人”。然而特納的报告并未提到福克斯在英国用的假名約翰·約翰遜，他的报告直到11月才送到塞西爾手中，那时火药阴谋早就已经被揭发了。
福克斯返英的确切日期并不清楚，但大约於1605年8月末回到伦敦。福克斯返國後与溫圖爾发现存放在地下室的火药已经都变质了，于是他们运进更多的火药，还有用于掩藏火药的木柴。10月的一系列会议确定了福克斯在这次行动中的最后人物一一点燃引信后，渡过泰晤士河逃走。同时在米德兰兹的起义会抓住伊丽莎白公主。人们并不赞成弑君行为，因此福克斯会出发前往欧洲大陆，他将在那向天主教庭说明，稱杀死国王及其随从是自己的神圣职责。

### 事发

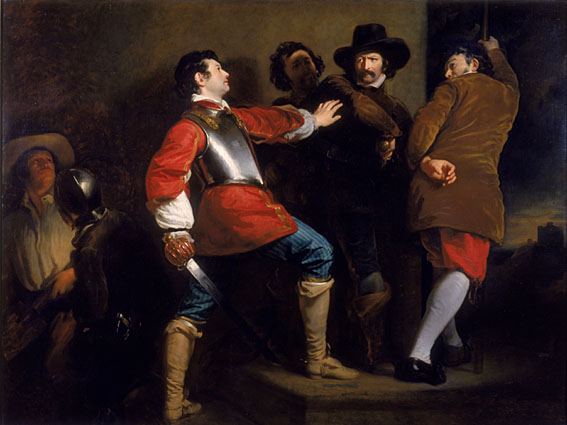
《火药阴谋事发》，繪於1823年，作者為亭利·佩爾歷特·布里格斯（Henry Perronet Briggs）

有几个火药阴谋策划者担心这次行动会误伤幾位出席国会开幕大典的天主教信徒。10月26日夜，蒙蒂格爾勳爵收到了一封匿名信，警告他离国会远点儿，并称“到时候会有大事发生，为了你的安全，好好呆在約威康蒂......因为这次的国会开幕大典上会有一次猛烈的爆炸。”蒙蒂格爾的一个仆人告诉了策划者们有人写了这样一封信，但知道这个消息之后，策划者们仍然决定继续执行计划，尽管他们“清楚地意识到这是个圈套”。然而蒙蒂格尔已经开始怀疑，并把这封信呈给了国王詹姆斯。国王命令托馬斯·列韋特搜查位于国会地下的地下室。托馬斯·列韋特于11月5日进行了搜查，福克斯前一天晚上来晚了，他带了缓燃引信及手表，这些都是帕西给的，帕西说“因为他得知道时间”。午夜后不久，福克斯正要离开地下室时被捕。地下室里发现了藏在木柴与煤炭下的桶装火药。

### 拷打
福克斯称自己名为約翰·約翰遜，一开始枢密室的几名成员负责审讯，福克斯在审讯时显得目中无人。一名大人问他拿这么多火药做什么，福克斯回答说他要“把你们这群苏格兰乞丐炸回老家。”他称自己是一名来自约克郡歷德戴爾（Netherdale）的天主教徒，36岁，父亲名叫托馬斯，母亲是伊迪絲·約翰遜。审讯官发现他身上有伤，他解释是胸膜炎造成的。福克斯后来承认自己企图炸毁国会上议院，并称没能实现计划觉得很遗憾。国王詹姆士很欣赏福克斯的坚定，称他有着“罗马人一样的决心”。
然而虽然詹姆士欣赏福克斯的决心但这并未阻止他于11月6日下令折磨“約翰·約翰遜”令其供出同谋者。国王指示对福克斯的折磨一开始要轻，用手銬，但如果必要可以更重一点，用拉肢刑架：“一开始刑罚轻点儿，逐渐加重，到最后就用最厉害的手段”。福克斯被移送到伦敦塔，国王列出了一系列要问“約翰遜”的问题，如“他到底是谁，因为我还没听说过有哪个人认识他的”、“他是什么时候、在哪儿学会说法语的？”、“如果他是个信天主教的家伙，那么是谁让他信这个教的？”审讯福克斯的房间就是后来的盖伊·福克斯室。
倫敦塔副塔長威廉·韋德爵士监督对福克斯的严刑折磨，获得了福克斯的证词，並在對福克斯搜身時，发现一封写给福氏的信。令韋德副塔長感到惊讶的是，“約翰遜”此时仍保持沉默，没有说出任何关于这次火药阴谋及其策划者的訊息。11月6日晚，他与韋德有一场谈话，韋德向索爾茲伯里报告称“他（約翰遜）告诉我们，自他开始行动以来，他确实每天向上帝祈祷，希望自己成功实施这个计划，这个计划或将对天主教信仰的发展有所助益，也能拯救自己的灵魂。”根据韋德的说法，尽管他警告福克斯，自己将不停审问，直到“我挖出他头脑中所有的秘密，找出所有同谋”为止，福克斯还是平静地渡过了一个晚上。但在第二天的某个时候，福克斯的泰然自若被打破了。

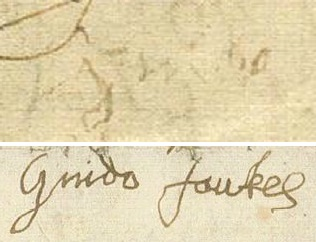
福克斯的签名，“Guido”签于受刑不久后，这个签名与后来的签名相比字迹潦草且不清晰。

观察者愛德華·荷比爵士（Sir Edward Hoby）称“約翰遜自從關入伦敦塔以来一直说英语”。11月7日，福克斯说出了自己的真实身份，并供出参与这次刺杀国王计划的共有五人。自11月8日起，福克斯开始供出这些同谋的名字，并说出他们计划将伊丽莎白公主推上王位。11月9日，他的第三份供词牵扯到法蘭西斯·特雷申姆。1571年里多尔菲阴谋后，囚犯都要先说出自己的证词，然后才能抄写出来，再由囚犯签字（如果囚犯还能签字的话）。尽管福克斯在拷问台上是否遭到严刑拷打这一点并不清楚，但他签字时涂鸦似的笔迹证明他确实在审讯者手下遭受了痛苦。

### 判决与执行

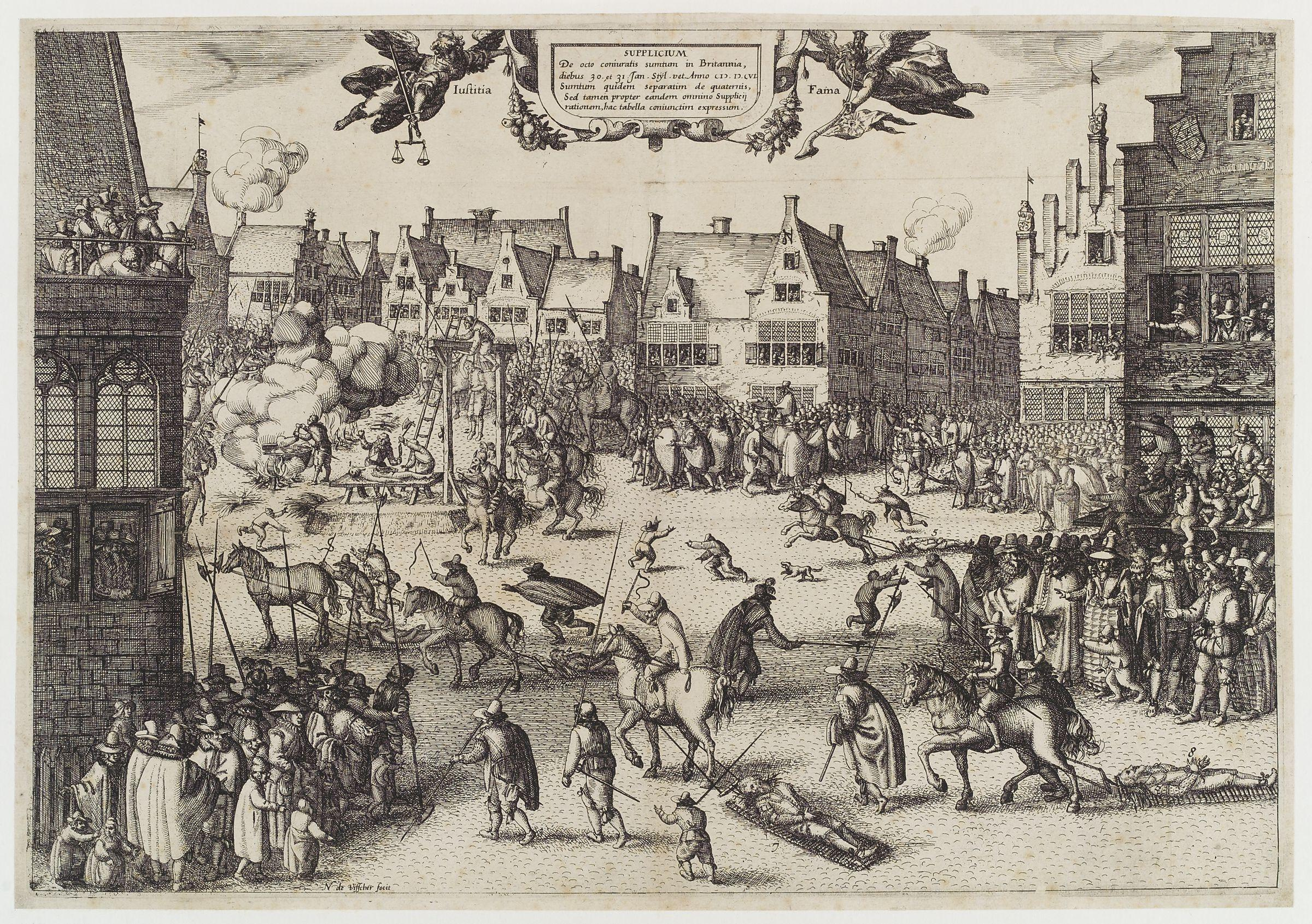
1606年的一幅蚀刻版画，描绘福克斯被处决的情形，作者為克拉斯·揚兹·維斯切爾（Claes Jansz Visscher）

1606年1月27日开始了对八名策划者的审判。福克斯与其他七名同谋由同一艘驳船从伦敦塔押送至威斯敏斯特宫，此前他们被关押在滥刑专断的星室法庭，在特制的绞刑台上示众。上议院专员宣读对策划者们的控告时，国王及其近亲也在一旁秘密观看。福克斯的身份被认定为吉多·福克斯，不然就是“吉多·約翰遜”。他自辩无罪，尽管从被捕的那一刻起他就明显接受了自己有罪。
从没有人怀疑审判的结果。法官判定所有被告均有罪，首席法官約翰·波帕姆爵士宣布被告犯有严重叛国罪，首席检察官愛德華·科克爵士报告法庭称所有被告将头着地由马匹拖行至死，他们将“以一种半天堂半世俗的方式被处死，因为哪种处死方式他们都配不上”。他们的生殖器将被切下并在他们眼前烧掉，他们的肠子和心脏都将被挖出，接着他们将被砍头，他们尸体的各个部分将在众人面前展示，“被飞鸟啄食”。福克斯与特雷紳姆关于西班牙叛国及火药阴谋的证词被大声宣读。最后一个证据是福克斯与溫圖爾的谈话，二人的囚室相邻，显然他们二人自认为谈话是私密的，但其实有一个政府间谍窃听他们的谈话。允许交谈的时候，福克斯解释称自己的无罪辩护忽略了起诉书提到的某些方面。
1606年1月31日，福克斯及其他三位策划者（托馬斯·溫圖爾、安布羅斯·盧克伍德与羅伯特·凱耶斯）从伦敦塔由枝条编成的囚车拖至威斯敏斯特的旧宫庭院，就在他们试图炸毁的议会大厅的对面。福克斯及三位策划者随后遭到吊刑剖腹與斬首，然后四马分尸。福克斯是最后一个受刑的，他请求国王及国家的原谅，不停地“划十字，做徒劳的仪式”。福克斯由于受到折磨身体虚弱，他在绞刑吏的帮助下爬上通往绞索的梯子。可能是因為從梯子上跳下來主动求死，也可能是因為爬得太高而绞索设置不正确，福克斯直接因摔断脖子而死去，从而避免了行刑后半段的痛苦折磨。不过按照惯例他的尸体还是被切成四块，分别送往“王国的四角”以此警告其他想要叛国的人。

## 後世影響

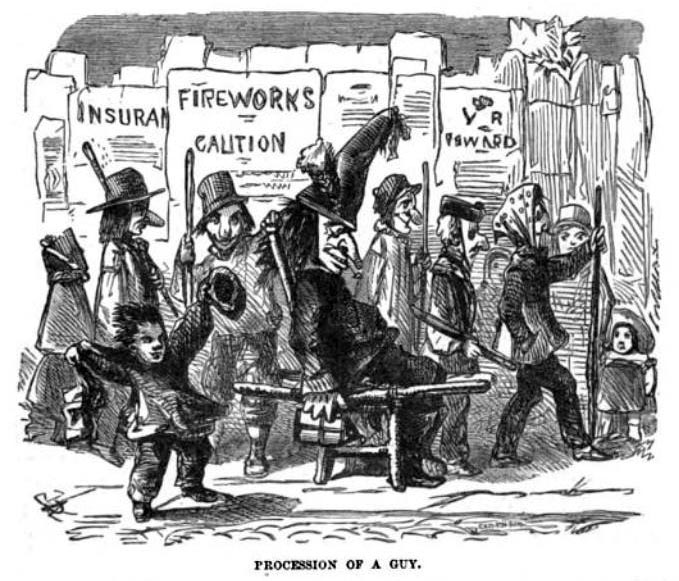
《蓋伊的遊行》，作於1864年

1605年11月5日，当局鼓励伦敦人点起篝火，庆祝国王逃过暗杀，“但要时刻保证这一欢乐的证明不会带来危险与混乱”。议会法令规定每年11月5日为纪念“欢乐的叛国者判决日”，直到1859年该法令失效。尽管福克斯只是13名策划者之一，但他确实是令火药阴谋失败的人。

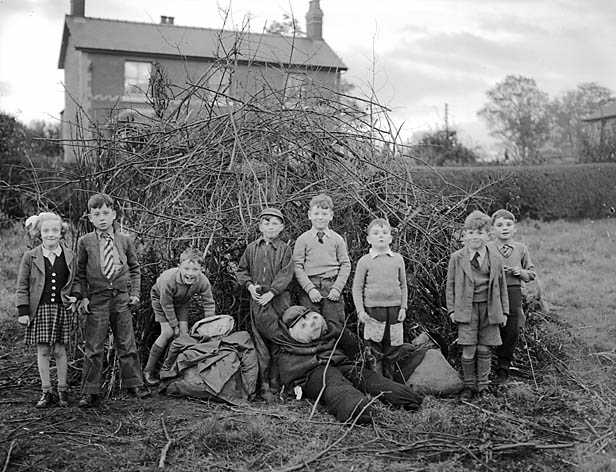
孩子们为福克斯之夜的庆祝活动做准备 （1954）

11月5日在英国也被称为“盖伊·福克斯之夜”、“盖伊·福克斯日”、“阴谋之夜”或“篝火之夜”，“篝火之夜”这个称呼直接源自于人们在1605年11月5日的庆祝方式。17世纪50年代以来，篝火之后都伴随着烟火。1673年，王位继承人约克公爵詹姆斯改信天主教，此后篝火之夜按惯例会焚烧肖像（往往是教皇的肖像），还有一些达官显贵如保罗·克留格尔和玛格丽特·撒切尔等公众恼怒的对象，他们的肖像也都在篝火之夜焚烧。扮演“盖伊”的通常是孩子，穿着旧衣服，拿着报纸，戴着面具。在19世纪時，“盖伊”指穿着打扮怪异的人，但在美式英语中，“盖伊”没有轻蔑的意涵，可以指任何一名男性。威廉·哈里森·安斯沃斯于1841年出版的历史浪漫小说《盖伊福克斯；或火药叛国阴谋》大体上以同情的眼光刻画了盖伊福克斯，把大众对他的认知转化为“可接受的小说人物”。随后在儿童书籍、《蓋伊·福克斯的童年時代》之类的恐怖故事杂志及1905年出版的《舊倫敦的陰謀》一书中盖伊成为了“本质上的行动英雄”。历史学家路易斯·寇爾观察到，盖伊现在已经成为“现代政治文化中的主要偶像”，他还写道在20世纪末，盖伊·福克斯的脸成为了“后现代无政府主义的潜在有力武器”，例如系列漫画《V字仇杀队》中对抗虛構法西斯政府的角色V所戴的面具。盖伊福克斯有时还被称颂为“最后一个怀着正直想法走进国会的人”。

## 脚注
注释
1. ↑  不同来源对福克斯母亲的娘家姓有不同说法，如布莱克（Blake）[3]和杰克逊（Jackson）[4]
2. ↑  有现代来源称福克斯于1590年同玛丽亚（Maria）成婚，儿子托马斯（Thomas）生于1591年2月6日[10]，但这一说法无法从当代记载中证实[13]。
3. ↑  大部分来源给出的年份是1591年，但有一份给出1592年[14][15]
4. ↑  費利佩三世于1604年8月和英国握手言和[22]。
5. ↑  见后無政府主義

来源
1. ↑  于波. . 中国日报网. 2014-11-19  [2015-07-06]. （原始内容存档于2020-03-16） （中文（中国大陆））.
2. ↑  YOKA. . 环球网. 2012-11-09  [2015-07-06]. （原始内容存档于2019-01-26） （中文（中国大陆））.
3. ↑  , The Gunpowder Plot Society,   [19 May 2010], （原始内容存档于2010年3月18日）
4. 1 2 3 4 5 6 7 8  Nicholls, Mark, ,  online, Oxford University Press, 2004  [6 May 2010], doi:10.1093/ref:odnb/9230, （原始内容存档于2020-05-30） 需要订阅或英国公共图书馆会员资格
5. ↑  "Fawkes, Guy" in The Dictionary of National Biography, Leslie Stephen, ed., Oxford University Press, London (1921–1922).
6. 1 2 3  Fraser 2005，第84頁
7. 1 2  Sharpe 2005，第48頁
8. ↑  Fraser 2005，第86 (note)頁
9. ↑  Sharpe 2005，第49頁
10. 1 2  Herber, David, ,  (1), The Gunpowder Plot Society, 1998-04  [16 February 2010], （原始内容存档于2011年6月17日）
11. ↑  Fraser 2005，第84–85頁
12. ↑  Fraser 2005，第85–86頁
13. 1 2  Fraser 2005，第86頁
14. ↑  Oxford Dictionary of National Biography
15. ↑  Peter Beal, A Dictionary of English Manuscript Terminology, 1450 to 2000, pp. 198–199
16. ↑  Fraser 2005，第89頁
17. ↑  Fraser 2005，第87–90頁
18. ↑  Northcote Parkinson 1976，第46頁
19. ↑  Fraser 2005，第140–142頁
20. ↑  Fraser 2005，第87頁
21. ↑  Fraser 2005，第117–119頁
22. ↑  Nicholls, Mark, , , Oxford University Press, 2004  [12 May 2010], doi:10.1093/ref:odnb/4883 需要订阅或英国公共图书馆会员资格
23. ↑  Fraser 2005，第122–123頁
24. ↑  Fraser 2005，第144–145頁
25. ↑  Fraser 2005，第146–147頁
26. ↑  Fraser 2005，第159–162頁
27. ↑  Nicholls, Mark, , , Oxford University Press, 2004  [16 November 2009], doi:10.1093/ref:odnb/29767, （原始内容存档于2016-03-05） 需要订阅或英国公共图书馆会员资格
28. ↑  Fraser 2005，第133–134頁
29. ↑  Haynes 2005，第55–59頁
30. ↑  Bengsten 2005，第50頁
31. ↑  Fraser 2005，第150頁
32. ↑  Fraser 2005，第170頁
33. ↑  Fraser 2005，第178–179頁
34. ↑  Northcote Parkinson 1976，第62–63頁
35. ↑  Northcote Parkinson 1976，第68–69頁
36. ↑  Northcote Parkinson 1976，第72頁
37. ↑  Northcote Parkinson 1976，第73頁
38. 1 2 3 4  Northcote Parkinson 1976，第91–92頁
39. ↑  Cobbett 1857，第229頁.
40. ↑  Fraser 2005，第208–209頁
41. ↑  Fraser 2005，第211頁
42. ↑  Fraser 2005，第215頁
43. ↑  Fraser 2005，第212頁
44. ↑  Younghusband 2008，第46頁
45. ↑  Bengsten 2005，第58頁
46. ↑  Bengsten 2005，第59頁
47. ↑  Fraser 2005，第216–217頁
48. ↑  Bengsten 2005，第60頁
49. ↑  Fraser 2005，第215–216, 228–229頁
50. ↑  Fraser 2005，第263–266頁
51. ↑  Fraser 2005，第273頁
52. ↑  Fraser 2005，第266–269頁
53. ↑  Fraser 2005，第269–271頁
54. ↑  Haynes 2005，第115–116頁
55. ↑  Fraser 2005，第283頁
56. ↑  Sharpe 2005，第76–77頁
57. ↑  Thompson 2008，第102頁
58. ↑  Allen 1973，第37頁
59. ↑  , York Museums Trust,   [16 May 2010], （原始内容存档于2010-04-14）
60. 1 2 3 4  House of Commons Information Office,  (PDF), parliament.uk at web.archive.org, September 2006  [15 February 2011], （原始内容 (PDF)存档于2005年2月15日）
61. ↑  Fraser 2005，第349頁
62. ↑  Fox & Woolf 2002，第269頁
63. ↑  Fraser 2005，第351–352頁
64. ↑  Fraser 2005，第356頁
65. ↑  Merriam-Webster, , Merriam-Webster: 208, 1991  [2015-07-06], ISBN 0-87779-603-3, （原始内容存档于2021-02-04）, entry "guy"
66. ↑  Harrison Ainsworth, William, , Nottingham Society, 1841
67. ↑  Sharpe 2005，第128頁
68. ↑  Call, Lewis, , Anarchist Studies, July 2008  [10 November 2008], （原始内容存档于2013-06-02） – HighBeam Research
69. ↑  Sharpe 2005，第6頁

参考书目
- Allen, Kenneth, , Wayland, 1973, ISBN 978-0-85340-188-9
- Bengsten, Fiona,  illustrated, Trafford Publishing, 2005  [2015-07-06], ISBN 1-4120-5541-5, （原始内容存档于2015-04-02）
- Cobbett, William, , Simpkin, Marshall and Company, 1857  [2015-07-06], （原始内容存档于2015-04-02）
- Fox, Adam; Woolf, Daniel R., , Manchester University Press, 2002, ISBN 0-7190-5747-7
- Fraser, Antonia, , Phoenix, 2005 [1996], ISBN 0-7538-1401-3
- Haynes, Alan, , Hayes and Sutton, 2005 [1994], ISBN 0-7509-4215-0
- Northcote Parkinson, C., , Weidenfeld and Nicolson, 1976, ISBN 0-297-77224-4
- Sharpe, J. A.,  illustrated, Harvard University Press, 2005, ISBN 0-674-01935-0
- Thompson, Irene, , Book Guild Publishing, 2008, ISBN 978-1-84624-203-8
- Younghusband, George, , Boucher Press, 2008, ISBN 978-1-4437-0485-4